# Eva Briegel
Eva Briegel (Leonberg, 3 december 1978) is een Duits zangeres. Zij is de leadzangeres van de Duitstalige band Juli. Ook schreef ze nummers voor andere artiesten.

## Privé
Briegel heeft een relatie met Andy Penn, gitarist van de Duitse band MIA. Samen hebben ze een dochter.
- Gemeinsame Normdatei: 135467063
- International Standard Name Identifier: 0000 0000 5572 0508
- MusicBrainz: 95fd8e13-9b61-47e6-a704-1c0cbd00af6b
- Virtual International Authority File: 80202845
- WorldCat: E39PBJtcBbvC97vWKpQBgrkYyd